# Ferrovia Sankt Michael-Leoben
La ferrovia Sankt Michael-Leoben è una linea ferroviaria austriaca che collega Sankt Michael in Obersteiermark a Leoben, entrambe città della Stiria. La linea è composta sostanzialmente da due tracciati:
- quello storico, facente parte del complesso della ferrovia Rudolfiana, che segue il tortuoso tracciato del Mur;
- quello nuovo, facente parte dell'itinerario internazionale Vienna – Tarvisio – Venezia, che percorre la galleria del Galgenberg lunga 5.460 metri.

È gestita dalla sezione infrastrutture della Österreichische Bundesbahnen (ÖBB).

## Storia
L'Imperial Regia privilegiata della ferrovia del Principe ereditario Rodolfo (tedesco: Kaiserlich-königliche privilegierte Kronprinz Rudolf-Bahn Gesellschaft; acronimo: KRB) ottenne il Privilegio (una concessione) di una linea ferroviaria tra Sankt Michael in Obersteiermark e Leoben il 20 luglio 1868.
La strada ferrata fu aperta all'esercizio il 1º dicembre. Nacque come linea di raccordo con la Bruck an der Mur – Leoben, ramo secondario della ferrovia Meridionale e quindi gestita dalla società ferroviaria concorrente Südbahn.

## Caratteristiche
Entrambe le linee sono a doppio binario a scartamento ordinario da 1435 mm.
La linea ferroviaria storica è lunga 11,868 chilometri, mentre il nuovo tracciato è lungo 9,154 km.
La trazione è elettrica a corrente alternata da 15.000 volt 16,5 Hz, secondo lo standard vigente sulla rete austriaca.

## Percorso
| Straight track |

| Station on track |

| Unknown route-map component "ABZgr" |

| Unknown route-map component "ABZg+r" |

| Enter and exit tunnel |

| Unknown route-map component "BS2+l" | Unknown route-map component "BS2+r" |

| Straight track | Unknown route-map component "tSTRa" |

| Station on track | Unknown route-map component "tSTR" |

| Straight track | Unknown route-map component "tÜST" |

| Unknown route-map component "ABZg+r" | Unknown route-map component "tSTR" |

| Station on track | Unknown route-map component "tSTR" |

| Straight track | Unknown route-map component "tSTRe" |

| Unknown route-map component "BS2l" | Unknown route-map component "BS2r" |

| 10+727 |
| 17+639 |

| Unknown route-map component "ABZg+l" |

| Station on track |

| Straight track |

Note
- Fra parentesi le progressive chilometriche del nuovo tracciato, riprendenti quelle da Bruck an der Mur;
- dall'innesto della linea storica a quella nuova presso l'uscita del Galgenbergtunnel, lato Leoben, la progressiva chilometrica indica la distanza dalla stazione di Bruck an der Mur.